# Pascal Margerit
Pascal Margerit, né le 12 février 1971 à Thonon-les-Bains, est un joueur professionnel français de hockey sur glace.

## Carrière

### En tant que joueur
Pascal Margerit le hockey au Chamonix Hockey Club aux côtés de son frère Bruno. Il intègre l'équipe élite en 1988 alors qu'elle vient d'être relégué en Nationale 1B. La saison suivante, elle parvient à remonter ; Pascal Margerit est le meilleur marqueur de l'équipe lors de la poule finale. Il choisit cependant d'être chez les Diables rouges de Briançon au plus haut niveau en 1990 jusqu'à la liquidation en 1992. Il se retrouve au Hockey Club Morzine-Avoriaz en Nationale 1B. Il retourne à Chamonix et en Nationale 1 en 1993 ; l'équipe est finaliste du championnat et de la Coupe de France lors de la première saison de Margerit. Chamonix ne peut pas être présent lors de la saison 1996-1997 à cause de l'inondation de sa patinoire, Margerit signe avec le Nice hockey élite en Nationale 1B et ne fait qu'une saison quand l'équipe termine avant-dernier de la poule de relégation. Il rejoint Caen qui obtient la montée en élite pour la saison 1998-1999. Après l'échec en finale en 2000, il part à Villard-de-Lans qui devient champion de division 1.
Margerit décide pourtant de retourner à Nice en troisième division puis de retour en division 1 la saison suivante. Quand le club niçois est liquidé en 2003 et mis au plus bas au quatrième niveau, Margerit reste sur la Côte d'Azur et fait monter le club. Il prend sa retraite de joueur quand Nice obtient la montée en Division 1 en 2008,.
Pascal Margerit a 44 sélections en équipe de France. Il commence lors du Championnat d'Europe junior en 1989 puis lors du Championnat du monde junior en 1990 et 1991. Il fait partie de l'équipe de France aux Jeux olympiques de 1992 à Albertville,,.
En près de 500 matchs, il est l'auteur de près de 600 points.

### En tant qu'entraîneur
Après la fin de sa carrière de joueur en 2008, il devient aussitôt l'entraîneur de Nice Hockey Côte d'Azur en division 1. La saison suivante, laissé par Nice, il rejoint le Lyon Hockey Club en Division 2 et obtient la montée en Division 1 en 2011. Licencié par Lyon en cours de saison à cause de mauvais résultats, Margerit revient tout de suite à Nice mais en tant qu'assistant de Stanislas Sutor et coach vidéo.